# Hopsfjorden
Hopsfjorden (nordsamisk: Nuoartat Nuorevuotna) er en fjordarm af Tanafjorden i Gamvik kommune i Troms og Finnmark fylke i Norge. Fjorden ligger på sydsiden af Nordkinnhalvøen. Fjorden har indløb mellem Segelnæsset i nord og Langfjordodden i syd og går 17 kilometer mod vest til Hopseidet i bunden af fjorden. På den anden side af det omkring 500 meter brede Hopseidet ligger bunden af Eidsfjorden.
Syd for Langfjordodden går Langfjorden mod sydvest. Skjånes er en bygd på nordsiden af fjorden. Lidt vest for denne går Ivarsfjorden mod nord til bygden Ivarsfjord. På sydsiden af fjorden ligger fjordarmene Store Skogfjorden og Litle Skogfjorden
Fylkesvei 264 (Finnmark) går langs begge sider af fjorden.